# Günter Grass

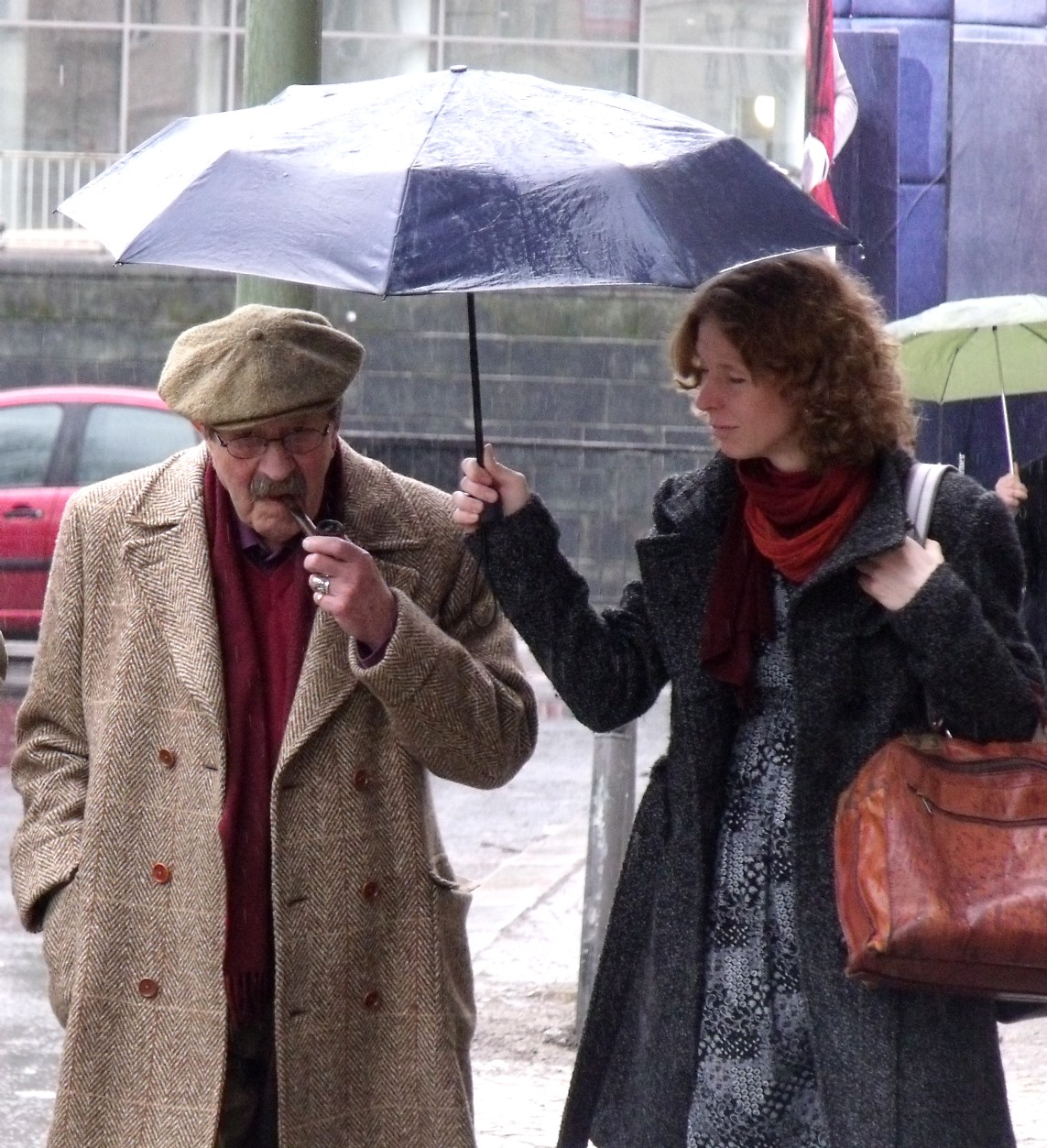
Günter Grass (2010)

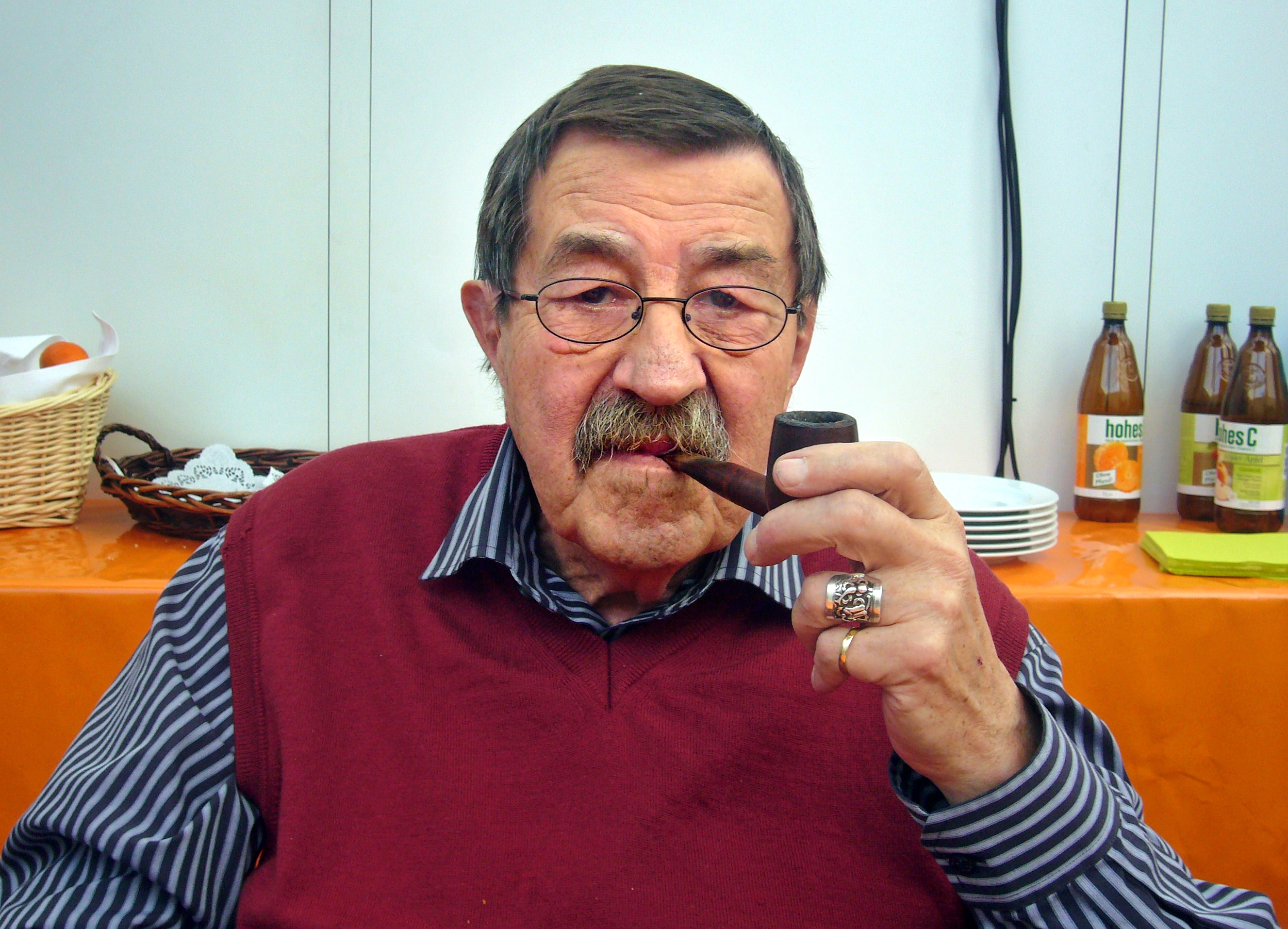
Günter Grass (Autor: Das blaue Sofa / Club Bertelsmann)

Günter Wilhelm Grass (16. října 1927 Danzig, dnes Gdaňsk, Polsko – 13. dubna 2015, Lübeck, Německo) byl německý spisovatel. Léta 1999 obdržel Nobelovu cenu za literaturu. Proslul zejména románem Plechový bubínek, jenž se řadí ke klíčovým textům evropské poválečné literatury.

## Život

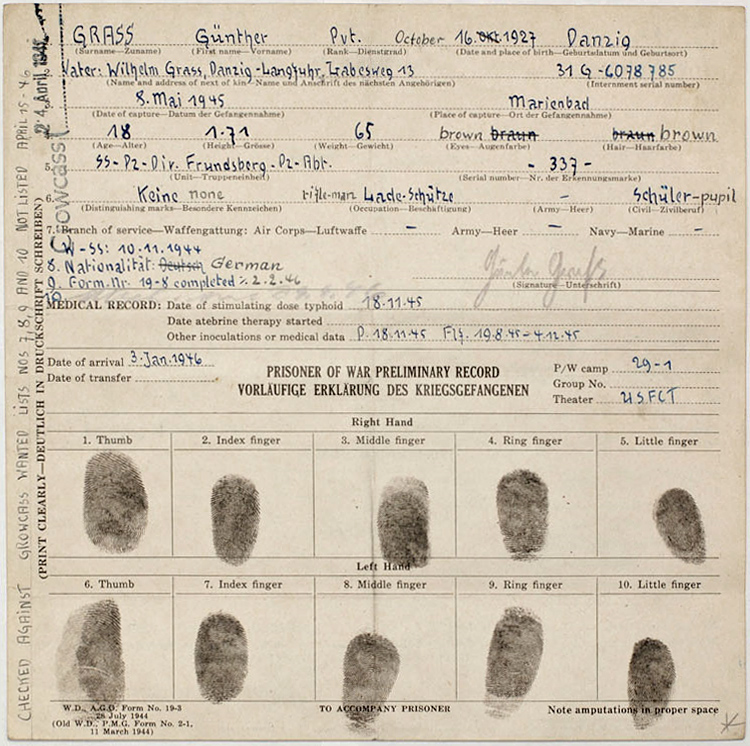
Doklad o Grassově zajetí Američany 8. května 1945 v Mariánských Lázních

Narodil se roku 1927 ve Svobodném městě Gdaňsku. Otec Wilhelm Grass byl etnický Němec protestantského vyznání, matka Helene římská katolička původem z kašubského etnika. Rodiče vlastnili malý koloniál, což se také odrazilo v jejich nepříliš dramatickém životě katolicky orientované nižší střední třídy. Günter Grass studoval na gdaňském gymnáziu Conradinum; roku 1942 narukoval do pomocných sborů válečného námořnictva (Kriegsmarine), odkud o dva roky později přestoupil k Waffen SS. V únoru 1945 se účastnil bojové operace s 10. tankovou divizí SS „Frundsberg“. 20. dubna byl zraněn a později zajat americkou armádou; rekonvalescenci podstoupil v Mariánských Lázních. Rozhodnutí vstoupit do armády ve svých pamětech popisuje jako „útěk z měšťáctví, které jej stísňovalo v domě rodičů“. Dlouhou dobu však tuto skutečnost tajil a vyjevil ji až ve svých pamětech (Při loupání cibule), které údajně zneužil pro vlastní reklamu.

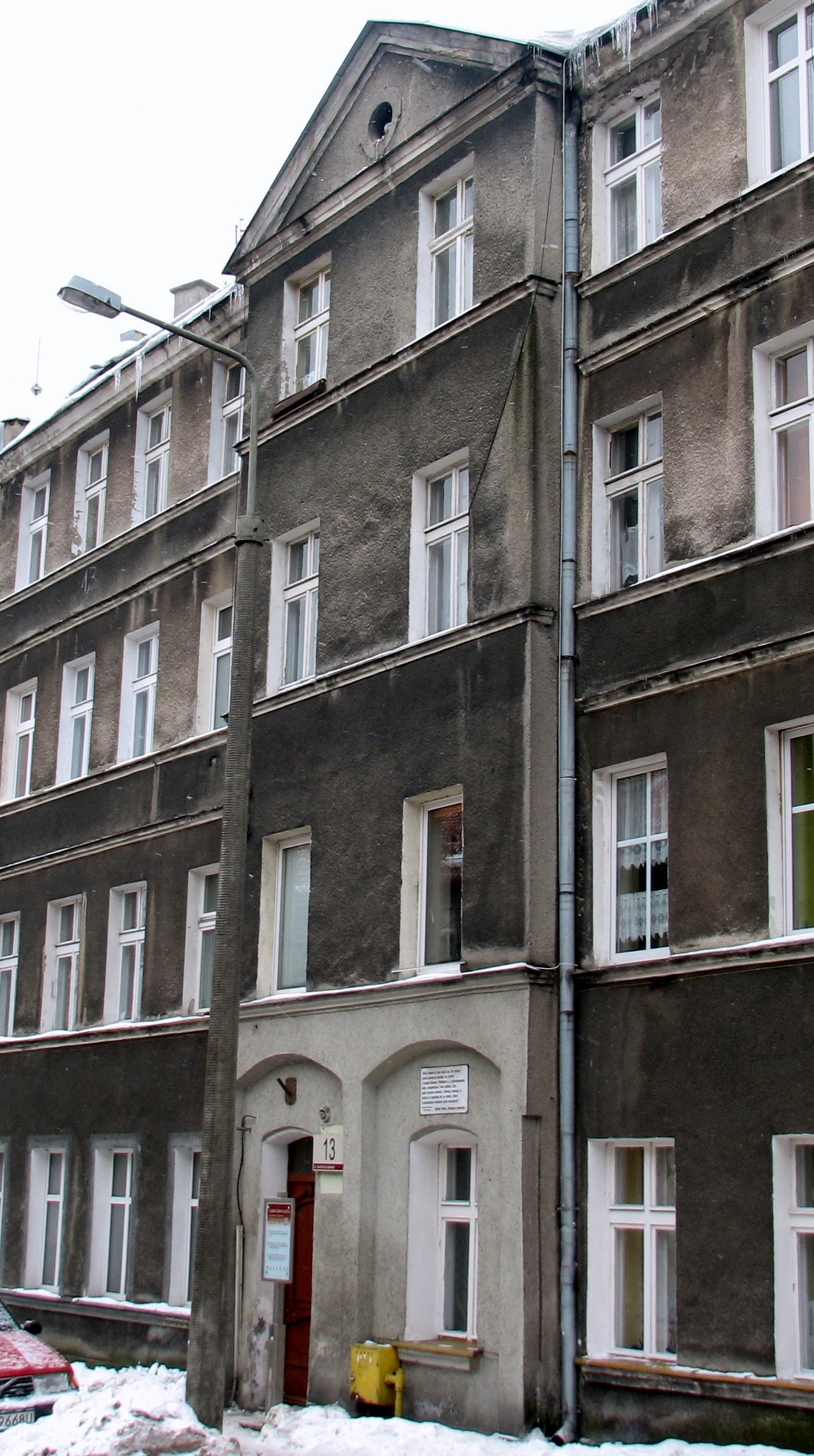
Dům v Gdaňsku, v němž Grass žil před válkou

V následujících dvou letech (1946–1947) se učil kameníkem v Düsseldorfu, kde si osvojil základy práce s kamenem. Studoval sochařství a kresbu na Umělecké akademii v Düsseldorfu a později, v rozmezí let 1953–1956, na berlínské Universität der Künste; mezitím se stal členem Skupiny 47. Často zdůrazňoval, že: „Ve výtvarném umění jsem se vyučil, v literatuře jsem pouze samouk.“ Vystavil celou řadu soch a kamenických prací, sám si pak ilustruje své knihy. Většina výše uvedeného je patrná i v jeho knihách, jež nejsou autobiografií, ale často se odehrávají v jeho rodném Gdaňsku (Gdaňská Trilogie – Plechový bubínek, Kočka a myš, Psí roky).
Roku 1954 se Grass oženil se švýcarskou studentkou baletu Annou Schwarzovou; zde lze vysledovat pravděpodobný původ záliby jedné z hrdinek Psích let v baletu. Léta 1954 až 1960 trávil se svou manželkou v Paříži, v Avenue d'Italie, kde také vznikl rukopis Plechového bubínku. Tam se taky stal otcem dvojčat Franze a Raoula. Přestěhoval se do Západního Berlína, nicméně často také pobýval ve Šlesvicko-Holštýnsku. Po návratu do Německa se stal znovu otcem, a to hned třikrát: dcery Laury (* 1961), syna Bruna (* 1965) a dcery Heleny (* 1974). Po čtyřiadvaceti letech manželství se však rozvedl a o rok později (1979) znovu oženil, tentokrát s Ute Grunerterovou. V rozmezích let 1983–1986 zastával přední pozici v Akademie umění. Následující rok prožil v indické Kalkatě. Poté se vrátil do Německa.
Günter Grass odsoudil invazi vojsk Varšavské smlouvy do Československa. Otevřeně podporoval disidentské hnutí a zveřejnil svou korespondenci s Pavlem Kohoutem. S emigrantem Tomášem Kostou založil časopis L 76. Od roku 1969, kdy v češtině vyšel Plechový bubínek, se jeho knihy v socialistickém Československu nevydávaly.
Zemřel v dubnu roku 2015 v Lübecku na následky infekce.

### Co je zapotřebí říci
V dubnu 2012 vyvolal kontroverzi, když v denících Süddeutsche Zeitung, La Repubblica a El País zveřejnil báseň Co je zapotřebí říci, v níž obvinil Izrael, že by mohl vyhladit íránský lid, odsoudil izraelský jaderný program a současně upozornil, že Berlín prodal Izraeli půltucet ponorek třídy Dolphin, schopných „poslat všechny bojové hlavice tam, kde se zatím neprokázala existence jediné jaderné bomby“; minulost Německa a holokaust dle něj nejsou omluvou pro to, aby člověk mlčel o jaderném arzenálu Izraele. Četná německá média ji označila za „nenávistný pamflet“, který „zavání antisemitismem“, a izraelští představitelé mu zakázali vstup do země na základě zákona z roku 1952, který se vztahuje na členy nacistických organizací.
Obdobně proti Izraeli vystoupil vydáním své básně Hrdina našich dnů ze sbírky Jepice vydané 29. září 2012, ve které zachytil čin Mordechaje Vanunu – jeho zveřejnění jaderného programu v Dimoně, za které jej Izrael 18 let věznil.

### Hanba Evropy
Nemnoho neděl po předchozí básni poeticky podrobil kritice Evropu za způsob, jakým se zachovala k Řecku sužovanému krizí; Řecko, „zbavené práv“, přirovnal Grass „k dlužníkovi vysvlečenému donaha, vystavenému na pranýř“.
Povrchně budeš chřadnout bez země, jejíž duch, Evropo, stál u tvého zrodu.
G. Grass, Hanba Evropy, 26. květen 2012

## Nástin a principy tvorby
Prvním Grassovým čistě prozaickým dílem (do té doby byl znám jako básník, dramatik a autor rozhlasových her) je historicko-satirická freska poválečného Německa Plechový bubínek, která Grasse předznamenává jako vypravěče bezmála epického charakteru. Text v sobě mísí popisnost naturalismu, nápaditost surrealismu, nezalekne se však ani experimentální polohy, v níž se střídají er-forma s ich-formou, dramatické i lyrické pojetí výpravy. Dílo je řazeno do magického realismu, jenž je obvyklý pro země latinské (ať už Španělsko, Kolumbie, Brazílie), avšak pro region střední Evropy je spíš výjimkou. Plechový bubínek se stává základním kamenem tzv. Gdaňské trilogie, za jejíž poslední díl – Psí roky (1963) – obdržel Grass roku 1999 Nobelovu cenu za literaturu. Grassova tvorba svým novým nečernobílým pohledem na válečné hrůzy a nacistické hnutí zásadně determinuje literární reflexi období nacistického, avšak i poválečného Německa a v jistém ohledu také přispěla k opětnému sblížení četných etnik střední Evropy. V tragicko-komickém pojetí všech jeho děl vyniká silný humanistický podtext, který nezapře politickou angažovanost, kvůli níž byl od roku 1961 ve východním bloku nežádoucím autorem (hra Plebejci zkoušejí povstání, román Místní umrtvení, próza Z deníku šneka). Nicméně Plechový bubínek vyšel česky v letech 1969 a 1987. Všechny Grassovy texty vynikají střízlivou ironií (v tom je zásadní odlišnost Grassova pojetí magického realismu), jíž se nebojí častovat každý z politických směrů včetně jemu vlastního sociálnědemokratického. Později však převažuje znovu epický přístup, který ovšem nevyčleňuje nic z politické reflexe.
Ironie hraničící s groteskou je přítomna i v románě Žabí lamento z roku 1992; jeho dějištěm je Gdaňsk na přelomu 80. a 90. let minulého století, hlavními hrdiny jsou německý historik umění a polská restaurátorka. Ve snaze napomoci smíření mezi oběma národy založí oba nadaci, která umožňuje pohřbívání vysídlených Němců v Gdaňsku. Jejich čin však vyvolá lavinu pohřbů Němců nejen v Gdaňsku a zakladatelům nadace se úplně vymyká z rukou. V obsáhlém románu Širé pole se Grass zabýval pádem Berlínské zdi, opětným sjednocením Německa a jeho dopadem na západní i východní Němce. Román vychází z poetického realismu Theodora Fontana, na jehož dílo i život často odkazuje, a prolíná jej se současností. Roku 1999 vydal Grass souhrn krátkých textů Mé století, v němž je každému jednomu roku věnována krátká kapitola. O tři roky později svým prozaickým dílem Jako rak, v němž se zrcadlí nové žurnalistické odstíny, inicioval veřejnou debatu o největší lodní katastrofě všech dob – sporném potopení Wilhelma Gustloffa. Značnou kontroverzi způsobila jeho autobiografie Při loupání cibule; jako autor se Grass často vracel do svého rodného kraje, obzvlášť do multikulturního Gdaňsku.

## Ukázka z lyrického díla
Báseň „Krmě proroků“. Text básně je zpřístupněn elektronicky v digitalizovaném archivu časopisu Tvar spravovaném Ústavem pro českou literaturu.
Nad městem těžká hejna sršňů.

Chléb nebyl, mléko, noviny nedošly.

V kobkách však skříply klíče,

proroci z nich na svobodu vyšli,

co chtěli, kázat si teď směli,

hltavě začli sytit nás krmí,

jež byla vždycky jenom morem.

Co jiného však moh kdo čekat?

Leč konve s mlékem brzy dorazily,

pošťák si hvízdal na pochůzce.

A proroci?

Do rána

za nimi skříply mříže jejich kobek.
G. Grass, Krmě proroků, rok neuveden

## Dílo

### Próza
- Gdaňská trilogie
  - 1959 – Plechový bubínek (Die Blechtrommel)
  - 1961 – Kočka a Myš (Katz und Maus)
  - 1963 – Psí roky (Hundejahre)
- 1969 – lokální umrtvení (örtlich betäubt)
- 1972 – Aus dem Tagebuch einer Schnecke
- 1979 – Zadek
- 1979 – Das Treffen in Telgte
- 1980 – Kopfgeburten oder Die Deutschen sterben aus
- 1986 – Potkanka (Die Rättin)
- 1988 – Zunge zeigen. Ein Tagebuch in Zeichnungen
- 1992 – Žabí lamento (Unkenrufe)
- 1995 – Širé pole (Ein weites Feld)
- 1999 – Mé století (Mein Jahrhundert)
- 2002 – Jako rak (Im Krebsgang)
- 2003 – Letzte Tänze
- 2006 – Při loupání cibule (Beim Häuten der Zwiebel)
- 2008 – Příběhy z temné komory (Die Box)
- 2009 – Unterwegs von Deutschland nach Deutschland. Tagebuch 1990)
- 2010 – Grimms Wörter. Eine Liebeserklärung
- 2015 – O konečnosti (Vonne Endlichkait)

### Poezie
- 1956 – Die Vorzüge der Windhühner
- 1960 – Gleisdreieick
- 1967 – Ausgefragt
- 1973 – Mariazuehren
- 1983 – Ach Butt, dein Märchen geht böse aus
- 1993 – Novemberland. 13 Sonette
- 1997 – Fundsachen für Nichtleser
- 2003 – Letzte Tänze
- 2007 – Dummer August
- 2012 – Eintagsfliegen

### Dramata
- 1956 – Zlí kuchaři (Die bösen Köche)
- 1957 – Povodeň (Hochwasser)
- 1958 – Onkel, Onkel
- 1958 – Noch zehn Minuten bis Buffalo
- 1966 – Plebejci zkoušejí povstání (Die Plebejer proben den Aufstand)

### Korespondence
- 2003 – Günter Grass – Helen Wolff. Briefe 1959–1994
- 2007 – Uwe Johnson – Anna Grass – Günter Grass. Der Briefwechsel 1961–1984
- 2013 – Willy Brandt und Günter Grass – Der Briefwechsel (ed. Martin Kölbel)

## Ocenění
- 1965 – Cena Georga Büchnera
- 1994 – Cena Karla Čapka
- 1999 – Nobelova cena za literaturu